# 東京 - 沼津線
東京 - 沼津線（とうきょう - ぬまづせん）は、東京都と静岡県三島市・沼津市を結ぶ高速バス路線である。発着地や経由地によって2路線に大別できる。本項ではこれらを一括して記す。

## 概要
東京側で東京駅に発着する系統と、新宿・渋谷に発着する系統がある。いずれも東名高速道路を経由する。さんさんぬまづ号の名前の由来は沼津市観光協会のキャッチフレーズである「燦々ぬまづ」から取られたもので、みしまコロッケ号の由来は三島市のご当地グルメである「みしまコロッケ」から名付けられたものである。
- 東京駅 - 沼津線（富士急シティバスの単独運行 ※ジェイアールバス関東は2009年3月31日の運行をもって撤退。ただし、乗車券発売等の運行支援業務は継続）
  - 「さんさんぬまづ・東京号」東京駅 - 沼津駅・富士急沼津営業所
- 新宿・渋谷 - 三島・沼津線（富士急シティバスの単独運行 ※京王バスは2023年9月30日をもって撤退。ただし、乗車券発売等の運行支援業務は継続）
  - 「さんさんぬまづ・新宿号」新宿・渋谷 - 沼津駅・富士急沼津営業所
  - 「みしまコロッケ号」新宿・渋谷 - 三島駅・沼津駅・富士急沼津営業所

## 停留所
| 停留所名                   | 東京発着               | 東京発着               | 新宿発着                         | 新宿発着               | 新宿発着                              | 備考                        |
| 停留所名                   | さんさんぬまづ・東京号 | さんさんぬまづ・東京号 | さんさんぬまづ・新宿号           | さんさんぬまづ・新宿号 | みしまコロッケ号                      | 備考                        |
| 停留所名                   | 右記以外               | 直行便                 | 右記以外                         | 直行便                 | みしまコロッケ号                      | 備考                        |
| -------------------------- | ---------------------- | ---------------------- | -------------------------------- | ---------------------- | ------------------------------------- | --------------------------- |
| 新木場駅                   | ◇                      |                        |                                  |                        |                                       | 土休日の上り1便のみ         |
| 東京駅                     | ▼                      | ▼                      | 出発は八重洲南口・到着は日本橋口 |                        |                                       |                             |
| 霞が関                     | ◇                      | ◇                      |                                  |                        |                                       |                             |
| 六本木ヒルズ               | ▼                      | ∥                      | 土休日の1往復のみ経由            |                        |                                       |                             |
| バスタ新宿（新宿南口）     | ∥                      | ∥                      | ▼                                | ◇                      | ▼                                     |                             |
| 渋谷マークシティ（渋谷駅） | ∥                      | ∥                      | ▼                                | ◇                      | ▼                                     |                             |
| 東名向ヶ丘                 | ▼                      | ▼                      | ▼                                | ◇                      | ▼                                     |                             |
| 東名江田                   | ▼                      | ▼                      | ▼                                | ◇                      | ▼                                     |                             |
| 足柄サービスエリアにて休憩 |                        |                        |                                  |                        |                                       |                             |
| トヨタ自動車東日本前       | ▲                      | ∥                      | ▲                                | ∥                      | ▲                                     |                             |
| 裾野市民文化センター前     | ▲                      | ∥                      | ▲                                | ∥                      | ▲                                     | 駐車場併設                  |
| 麦塚                       | ∥                      | ∥                      | ∥                                | ∥                      | ▲                                     |                             |
| 東名裾野                   | ∥                      | ▲                      | ∥                                | △                      | ∥                                     |                             |
| 沼津インター南             | ∥                      | ▲                      | ∥                                | ∥                      | ∥                                     |                             |
| 富士急沼津営業所           | ∥                      | ∥                      | ∥                                | △                      | ∥                                     | 新宿行きの直行便 駐車場併設 |
| 萩芙蓉台                   | ∥                      | ∥                      | ∥                                | ∥                      | ▲                                     | 駐車場併設                  |
| 幸町                       | ∥                      | ∥                      | ∥                                | ∥                      | ▲                                     |                             |
| 三島駅北口                 | ∥                      | ∥                      | ∥                                | ∥                      | ▲                                     |                             |
| 三島駅南口                 | ∥                      | ∥                      | ∥                                | ∥                      | ▲                                     |                             |
| 千福下                     | ▲                      | ∥                      | ▲                                | ∥                      | ∥                                     |                             |
| 南一色                     | ▲                      | ∥                      | ▲                                | ∥                      | ∥                                     | 駐車場併設                  |
| 柏葉尾                     | ▲                      | ∥                      | ▲                                | ∥                      | ∥                                     |                             |
| 金岡小学校前               | ▲                      | ▲                      | ▲                                | △                      | ∥                                     |                             |
| 県総合庁舎前               | ▲                      | ▲                      | ▲                                | △                      | ∥                                     |                             |
| 沼津駅南口                 | ∥                      | ∥                      | ∥                                | ∥                      | ☆                                     |                             |
| 沼津駅北口                 | ▲                      | ▲                      | ▲                                | △                      | ☆                                     |                             |
| 沼津駅南口                 | ∥                      | ▲                      | ∥                                |                        | ∥                                     |                             |
| 上土                       | ∥                      |                        | ▲                                |                        | ∥                                     | 1往復のみ経由               |
| 沼津港                     | ∥                      |                        | ▲                                | ∥                      | 1往復のみ経由                         |                             |
| 富士急沼津営業所           | ▲                      |                        | ▲                                | ☆                      | 新宿・東京行きの直行便以外 駐車場併設 |                             |

凡例
▼：下り乗車・上り降車のみ
▲：下り降車・上り乗車のみ
☆：下り降車のみ
△：上り乗車のみ
◇：上り降車のみ
∥：非経由

## 運行回数
2018年（平成30年）10月1日改正時点
- さんさんぬまづ・東京号：平日・土休日ともに5往復（全便富士急）
- さんさんぬまづ・新宿号：平日5往復・土休日5.5往復（京王1往復以外は全て富士急）
- みしまコロッケ号：平日2往復・土休日2.5往復（全便富士急）

## 歴史
- 2006年（平成18年）

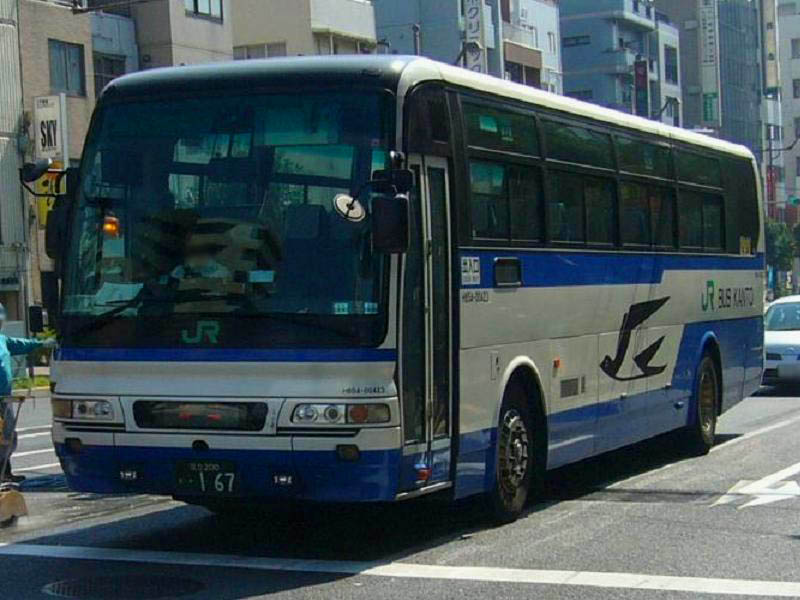
東京駅 - 沼津線（JRバス関東運行当時）

  - 3月1日 - 東京駅 - 沼津線運行開始（1日4往復）。
  - 7月14日 - 新宿・渋谷 - 三島・沼津線運行開始（1日4往復）。
  - 7月20日 - 東京駅 - 沼津線ダイヤ改正（深良新田下バス停を廃し、裾野市民文化センター前に停車）。
  - 12月15日 - 東京駅 - 沼津線、JRバスが1往復増便し、1日5往復となる。
- 2007年（平成19年）
  - 2月1日 - 片道運賃1,000円キャンペーン実施。
  - 2月28日 - 1,000円キャンペーン終了。
  - 7月25日 - 東京駅 - 沼津線ダイヤ改正。
    - 柏葉尾 - 県総合庁舎前間に「金岡小学校前」停留所新設（新宿・渋谷 - 三島・沼津線は同年11月1日より停車）。
    - JRバスが2往復減便し、1日3往復となる。沼津朝発・東京夕方発に時刻をシフト。
    - 上り初便に続き、足柄SAでの休憩を廃止。

  - 11月1日 - 新宿・渋谷 - 三島・沼津線ダイヤ改正。
    - 渋滞を考慮して所要時間を見直し（沼津駅北口、新宿西口、渋谷マークシティ発車時刻は変わらず）。
    - 平日限定回数券（2枚綴り）発売開始（2007年3月31日まで、両系統ともに発売）。
- 2008年（平成20年）
  - 4月1日 - 新宿・渋谷 - 三島・沼津線、平日限定回数券通年設定。東京駅 - 沼津線は同年9月30日まで延長。
  - 7月18日 - 新宿・渋谷 - 三島・沼津線ダイヤ改正。京王が1往復減便して1日3往復となり、うち1往復（1号・6号）は沼津港経由となる。
  - 10月1日 - 東京駅 - 沼津線、平日限定回数券通年設定。
- 2009年（平成21年）
  - 3月31日 - 東京駅 - 沼津線、JRバス関東が撤退。新宿・渋谷 - 三島・沼津線ダイヤ改正。渋滞を考慮した所要時間見直し。
  - 10月3日 - 東京駅 - 沼津線の1往復（3号・6号）が土曜・日曜・祝日のみ六本木ヒルズへの停車を開始。
- 2010年（平成22年）
  - 2月1日 - 片道運賃1,000円キャンペーン実施。
  - 7月16日 - みしまコロッケ号が運行開始。あわせて、従来より運行されてきた沼津方面の系統に「さんさんぬまづ号」の愛称が付けられる。
- 2011年（平成23年）10月13日 - 上り便（東京・新宿行）において用賀PAで東急田園都市線用賀駅への乗り継ぎサービスを開始（これに先立つ実証実験が2010年5月21日から2011年3月まで実施された）。
- 2012年（平成24年）
  - 1月7日 - ダイヤ改正。
    - さんさんぬまづ・東京号は1往復増便（下り午前便、上り午後便）。
    - さんさんぬまづ・新宿号は2往復増便（京王、富士急共に1往復増）。
    - みしまコロッケ号は東名裾野、沼津駅南口、沼津駅北口に停車。伊豆縦貫道経由となり、関東自動車工業前、裾野市民文化センター、裾野駅入口は非経由に。全便富士急シティバス担当となる。

  - 8月11日 - みしまコロッケ号の土・休日ダイヤが1日3往復に増便。
- 2016年（平成28年）2月1日 - さんさんぬまづ・東京号が1往復増便、1日5往復となる[1]。
- 2017年（平成29年）9月11日 - ダイヤ改正[2]。
  - さんさんぬまづ・東京号が1往復減便、1日4往復となる。
  - さんさんぬまづ・新宿号は一部便の運行経路と運行日の変更を実施。直行便は愛鷹スマートICから東名高速道路へ入るようになり、富士急沼津営業所の停車順が変更になるとともに沼津インター南が非経由に。また、新宿発の2便と直行便が土休日のみの運行となった。
- 2018年（平成30年）6月1日 - ダイヤ改正[3]。
  - さんさんぬまづ・新宿号、みしまコロッケ号の運行日の変更を実施。平日は沼津系統5往復・三島系統2往復、土休日は沼津系統5.5往復、三島系統2.5往復に。京王バス東はさんさんぬまづ・新宿号1往復のみの担当。
- 2018年（平成30年）10月1日 - ダイヤ改正[4]。
  - さんさんぬまづ・東京号が1往復増便し、下り午前便・上り午後便が復活。この便のみ裾野地区を経由せず沼津インターから東名高速道路に入る直行便として運行される（途中、沼津インター南・東名裾野に停車）。
  - また、土休日限定で沼津駅発早朝の1便（2号）のみ新木場駅へ延長。
- 2019年（令和元年）6月1日 - ダイヤ改正および運賃などの変更。[5]
  - 途中休憩場所を足柄SAから当日の道路状況・運行の状況によりSA・PAを決定に変更。また下り便については途中休憩を設けない便も設定。
  - さんさんぬまづ・東京号の時刻と所要時間の変更（本数に変更なし）、直行便を富士急沼津営業所へ延長。
  - さんさんぬまづ・新宿号、みしまコロッケ号の時刻および運行日の変更。バスタ新宿発の直行便新設と三島コロッケ号の一部が南一色経由に。
- 2022年（令和4年）4月29日
  - コロナで運休していた、さんさんぬまづ・東京号が土休日のみ1往復のみ運行再開。
- 2023年（令和5年）10月1日
  - 運休していた、さんさんぬまづ・新宿号が土休日のみ1往復のみ運行再開。京王バスが撤退し、富士急シティバスの単独運行となった。

## 車両

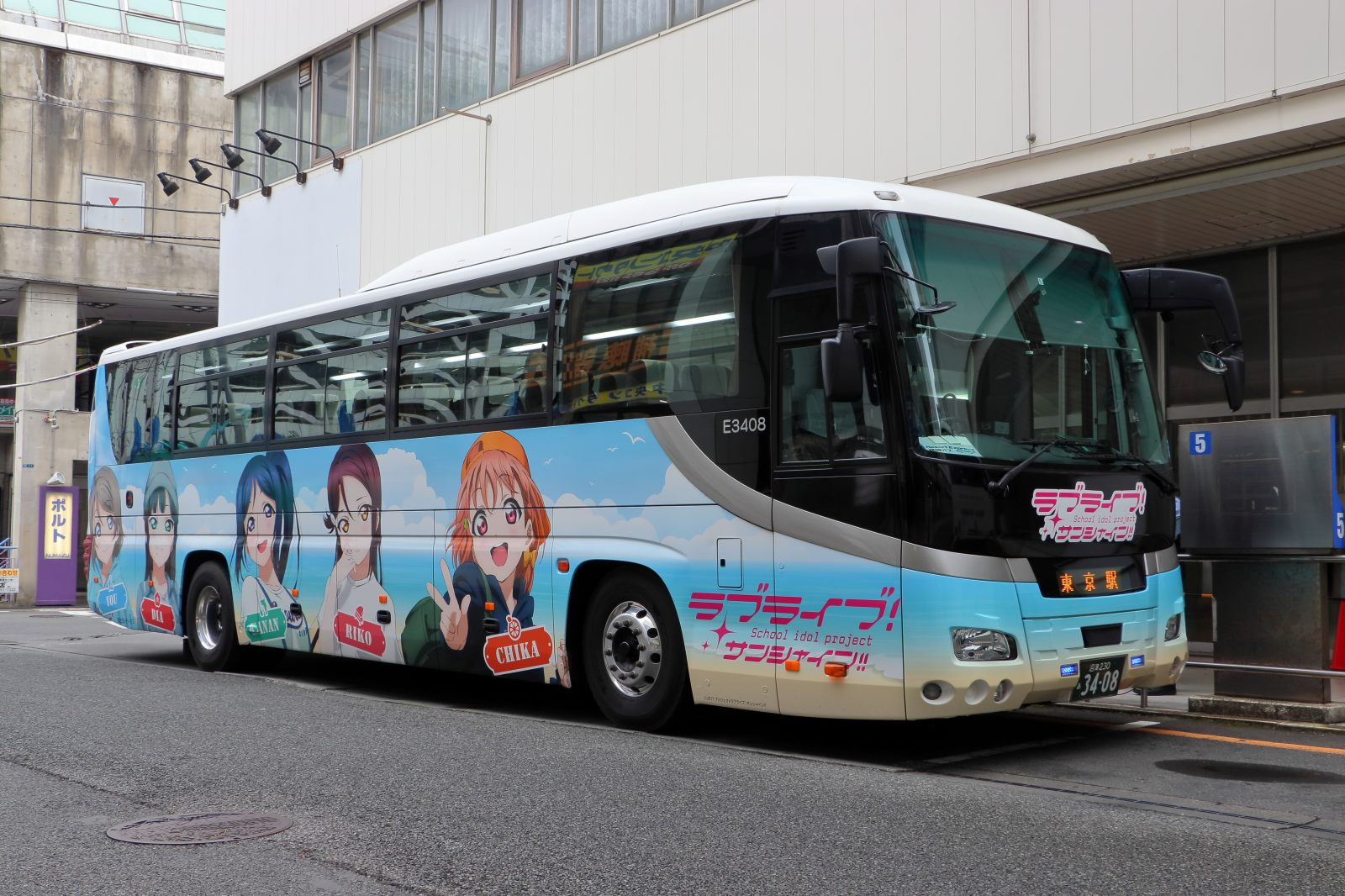
富士急シティバス3408号車
日野・セレガ
ラブライブ！サンシャイン!! ラッピング仕様

4列席ハイデッカー、42席（一部40席）トイレ付きの車両が使用される。
富士急シティバス
高速バス専用車両が使用されている。
京王バス（撤退）
同社が運行する中央高速バスや同じ東名高速道路を経由する静岡・浜松方面の高速バスと共通運用でパウダールーム付きの38人乗り仕様が使われることが多かった。